# Eugymnopeza braueri
Eugymnopeza braueri är en tvåvingeart som beskrevs av Townsend 1933. Eugymnopeza braueri ingår i släktet Eugymnopeza och familjen parasitflugor.
Artens utbredningsområde är Österrike. Inga underarter finns listade i Catalogue of Life.